# Arielulus torquatus
Arielulus torquatus là một loài động vật có vú trong họ Dơi muỗi, bộ Dơi. Loài này được Csorba & Lee miêu tả năm 1999.